# Компендиум Сириана Магистра
Компендиум Сириана Магистра — условное название или трёх, или четырёх византийских военных трактатов. Долгое время произведения компендиума рассматривались как независимые и анонимные, в настоящее время преобладает мнение, что все они написаны автором IX века Сирианом Магистром. Самый обширный из них «De Re Strategica» («О стратегии») является всеобъемлющим руководством, охватывающим практически все аспекты византийской военной науки, «Naumachiai» посвящена тактике морских сражений, и «Rhetorica Militaris» («Военная риторика») является руководством по риторике для военачальников. Некоторые исследователи включают в данную группу небольшой текст «О стрельбе из лука».

## Проблема состава и авторства компендиума
Из всех рукописей, входящих в рассматриваемый корпус, имя Сириана Магистра присутствует только в единственной сохранившейся рукописи с «Naumachiai». Впервые вопрос об общем авторстве трактатов «О стратегии» и «Naumachiai» высказал германский гуманист Лука Холстен. Во второй половине XIX века, после того как было осуществлено издание «О стратегии» и была выявлена неполнота содержания трактата, немецкие филологи и военные историки поддержали теорию о том, что известные 43 главы произведения являются лишь частью более крупного универсального военного руководства, в которое, наряду с «Naumachiai», входит также изданный в 1882 году фрагмент «О стрельбе из лука». В 1943 году в пользу независимости текста «О стратегии» решительно высказался французский византинист Альфонс Дэн. В 1990 году новые аргументы в пользу авторства Сириана Магистра привёл Константин Цукерман, и с тех пор его теория считается общепринятой.

## Состав компендиума

### «О стратегии»
De Re Strategica (др.-греч. Περὶ στρατηγικῆς) — сочинение, охватывающее практически все аспекты военной науки. Ранее считалось, что оно создано в середине или второй половине VI века в правление Юстиниана I или Маврикия. В 43 главах произведения рассмотрено значительное количество тем — описаны сословия городского населения в отношении их полезности для военного дела, необходимые качества военачальника, дано определение стратегии, описаны мероприятия по защите от вражеского нападения, по подготовке армии к войне, устройство крепостей и караульная служба, способы передачи приказов и военных распоряжений, а также тактические вопросы, связанные с организацией сражения. При этом такие важные вопросы, как обучение войска и война на море не затрагиваются. Считается, что автор произведения либо был военным теоретиком, либо не занимал высоких постов в армии. Трактат является также ценным источником по общественным отношениям Византии во второй половине VI века.
Трактат «О стратегии» был впервые издан в 1855 году в Пруссии филологом Германом Кёхли и военным теоретиком Вильгельмом Рюстовым на основе рукописи Cod. Parisinus graecus 2522. Большинство современных исследователей критикует издание Кёхли и Рюстова за небрежное изучение рукописи и многочисленные ошибки. С другой стороны, сама рукопись также не была достаточно хороша. В последующие десятилетия было выполнено несколько переводов и критических изданий, но они не были опубликованы. Подготовленное в 1985 году Джорджем Дэннисом (George Dennis) издание, включающее греческий текст и английский перевод, основывалось на рукописи Mediceo-Laurentianus graecus LV-4 с привлечением и других манускриптов. В рукописи LV-4, являющейся самой полной коллекцией византийских военных трактатов, текст «О стратегии» занимает 27 листов размера 325×260 мм, начиная с листа 104. и В. В. Кучмой в 2007 году (русский перевод). Изданный в 2007 году русский перевод Владимира Кучмы заслужил в целом положительные отзывы.
Текст трактата разделён на 43 главы, в которых выделяют следующие тематические группы:
1. Главы I—V. Характеристика основных городских сословий по их отношению к военному делу. Качества военачальника и подчинённых. Определение стратегии.
2. Главы VI—XIII. Мероприятия по защите от вражеского нападения.
3. Главы XIV—XXV. Подготовка армии к войне.
4. Главы XXVI—XXIX. Лагерное устройство и караульная служба.
5. Глава XXX. Военная коммуникация.
6. Главы XXXI—XLIII. Организация сражения и факторы достижения победы.

На то, что план произведения имеет недостатки, или же не отражает первоначальную структуру текста, обратил ещё в XIX веке немецкий военный историк Макс Йенс — по его мнению, главы о перебежчиках, шпионах и послах (XLI—XLIII) находятся не на своём месте. Также Йенс счёл слишком резким переход от рассмотрения борьбы с осадными машинами в XIII главе к понятию тактики в главе XIV. Такой скачок Йенс объяснял либо наличием лакуны, либо неавторской перестановкой материала. Данные наблюдения были подтверждены в последующих исследованиях. С другой стороны, исследователи (Дж. Дэннис, Т. Эрк) отмечали продуманную структуру произведения, от общих вопросов к частным. Смысловые разрывы в таком случае объясняются утратами отдельных глав, а также заменой содержания глав с XXXIII по XLIII их краткими пересказами. По мнению В. Кучмы, существенным пробелом является отсутствие раздела об обучении воинов, традиционно присутствующего в памятниках военной литературы.

### «Naumachiai»
Посвящённый тактике морских сражений «Naumachiai Syrianou Magistrou» (др.-греч. Ναυμαχίαι) фрагмент был введён в научный оборот немецким филологом Карлом Конрадом Мюллером («Eine griechische Schrift über Seekrieg», 1882). Фрагмент содержится в рукописи Codex Ambrosianus 139, датируемой концом X века; его начало и, возможно, конец, утрачены. В сохранившемся тексте даются рекомендации к умениям экипажа и флотоводца, описываются обязанности флотоводца по организации разведки с помощью быстрых судов, построению боевых порядков. Даются общие стратегические рекомендации — стремиться не полностью разгромить противника, а устранить непосредственные угрозы; не бояться сражаться против превосходящих сил и победить с помощью превосходства в тактике; избегать битвы; оставаться сдержанным после побед и не впадать в отчаяние после поражения, а собрать оставшиеся суда для битвы в другой день.
Предположение о связи между отрывком о морской войне и трактатом о стратегии основывалось на месте из XIV главы, в котором говорилось, что «существует два вида войны, морская и сухопутная». Дальнейшее обещание рассказать о каждой из них в отдельности в части морской войны осталось в рамках трактата «О стратегии» не выполненным.

### «Rhetorica Militaris»
«Rhetorica Militaris» — не сохранившийся сборник речей для полководцев на разные случаи. Представление о том, что император и полководец должен обладать ораторским талантом, восходит к эпохе Древнего Рима. В трудах античных историков сохранилось огромное количество речей, обращённых к армии. Существуют разные точки зрения относительно роли этих речей, при этом не известны свидетельства об их эффективности, и даже сам факт произнесения их некоторыми исследователями подвергается сомнению.

### «О стрельбе из лука»
«О стрельбе из лука» (др.-греч. Περϊ τοξεϊας) — небольшой отрывок, касающийся обучению стрельбе из лука, объединяемый некоторыми исследователями с De Re Strategica. Его текст был издан Кёхли и Рюстовым непосредственно вслед за публикацией «О стратегии». Фрагмент состоит из предисловия и трёх коротких глав, посвящённых трём важнейшим аспектам навыка стрельбы из лука — точности, силе и скорости. По мнению первых издателей, взгляды автора на способы подготовки лучников и их место в сражениях соответствуют воззрениям авторов эпохи Юстиниана I (527—565), в частности, Прокопия Кесарийского. Не все исследователи согласились с Кёхли и Рюстовым. А. Дэн полагал, что фрагмент является частью отдельного независимого произведения V века, восходящего к «Кестам» Секста Юлия Африкана.

### Исследования
на русском языке
- Кучма В. В. Византийские военные трактаты VI—X вв. как исторический источник // Византийский временник. — М.: Наука, 1979. — Т. 40. — С. 49—75.
- Кучма В. В. «Византийский аноним VI в.»: основные проблемы источников и содержания // Византийский временник. — М.: Наука, 1980. — Т. 41. — С. 68—91.
- Люттвак Э. Стратегия Византийской империи = The Grand Strategy of the Byzantine Empire. — М.: Университет Дмитрия Пожарского, 2010. — 664 с. — ISBN 978-5-91244-015-1.
- Махлаюк А. В. Роль ораторского искусства полководца в идеологии и практике военного лидерства в древнем  Риме // ВДИ. — 2004. — Вып. 1. — С. 31—48.
- Пигулевская Н. В. Византия и Иран на рубеже VI-VII вв. / Отв. редактор акад. В. В. Струве. — Труды института востоковедения. — М.‒ Л.: Издательство Академии наук СССР, 1946. — Т. XLVI. — 291 с.

на английском языке
- Rance P. The date of the military compendium of Syrianus Magister (Formerly the sixth-century anonymus Byzantinus) // Byzantinische Zeitschrift. — Wiesbaden: Harrasowitz Verlag, 2008. — Vol. 100. — P. 701–737. — doi:10.1515/BYZS.2008.701.
- Różycki Ł. Battlefield Emotions in Late Antiquity: A Study of Fear and Motivation in Roman Military Treatises. — Leiden: BRILL, 2021. — 333 p. — (History of Warfare, vol. 136). — ISBN 978-90-04-46255-7.

на немецком языке
- Lammert F.[нем.]. Die älteste erhaltene Schrift über Seetaktik und ihre Beziehung zum Anonymus Byzantinus des 6. Jahrhunderts, zu Yegetius und zu Aineias' Strategika // Klio. — Berlin: Walter de Gruyter, 1941. — Bd. 33. — S. 271—288.